# No Lie
«No Lie» es una canción del rapero jamaicano Sean Paul en colaboración con la cantante albanobritánica Dua Lipa, y que pertenece al primer EP del primero, Mad Love the Prequel (2018). La canción fue escrita por Sean Paul, Andrew Jackson, Emily Warren, Sermstyle y Pip Kembo. Sermstyle y Kembo, respectivamente, se encargaron de la producción y la coproducción. Fue lanzado a través de Island Records el 18 de noviembre de 2016 como el sencillo principal del EP. La canción se incluyó posteriormente en Dua Lipa: Complete Edition (2018), la reedición de superdeluxe del álbum de estudio debut homónimo de Dua Lipa.
«No Lie» es una canción de reggae y pop tropical con tintes de R&B, en cuya letra Paul expresa su atracción por una chica en un club. Varios críticos musicales elogiaron la interpretación vocal de Lipa y el carácter festivo de la canción. Se convirtió en un sencillo exitoso en Europa, entrando en el top 10 de las listas de 7 países del continente, incluida la UK Singles Chart, convirtiéndose en el decimosegundo sencillo de Paul y el primer top 10 de Lipa en el Reino Unido. Desde entonces, la canción ha recibido la certificación de oro o superior en ocho territorios diferentes, entre ellos Italia, donde tiene una certificación de cuádruple platino, y el Reino Unido, que ha recibido una certificación de platino en el país.
«No Lie» vino acompañado de un vídeo musical estrenado en enero de 2017 tiene un sample de "Gyal You a Party Animal" de Charly Black En él aparecen Paul y Lipa bailando en diferentes salas y salones con espejos. Los dos promocionaron la canción con numerosas actuaciones en directo, como en el BBC Radio 1's Big Weekend, el Jingle Bell Ball de Capital FM y el Summertime Ball. Se han publicado remezclas de la canción a cargo de Sam Feldt y Delirious & Alex K, respectivamente.

## Antecedentes y composición
«No Lie» fue escrita por Sean Paul junto a Andrew Jackson, Emily Warren, su productor Sermstyle y el coproductor Pip Kembo. Sermstyle tocó originalmente el ritmo para Paul, tras lo cual éste expresó su admiración por él. Escribió sobre el ritmo y grabó una demo para él, con Warren cantando la voz de gancho en la demo, que ella escribió. En ese momento, Paul no podía imaginar a nadie más cantando el gancho. Sin embargo, su mánager pensó que debían buscar otro vocalista, y alguien del grupo de management sugirió a Dua Lipa, lo que la llevó a grabar una demo de la canción. Tras escuchar la demo, Paul se quedó encantado inmediatamente de la voz de Lipa y pasó a terminar la canción con su voz. Paul Bailey tomó el cargo de la ingeniería, mientras que James Royo se encargó de la mezcla, y Barry Grint masterizó la canción en Alchemy Mastering, en Londres.
En lo musical, «No Lie» es un tema con tintes de R&B contemporáneo, reggae y pop tropical, que dura tres minutos y cuarentaiún minutos. La producción utiliza un teclado y pulsos, mientras que los acordes iniciales desprenden sensualidad. La canción comienza de forma algo tímida antes de que Lipa se encargue del estribillo. Paul utiliza un rap y un canto de tipo dancehall con un ritmo vocal. En cambio, la voz de Lipa se describe como «profunda» y «sensual» con un acento de reggae. En cuanto a la letra, la canción trata de la diversión en un club. Paul comenta el físico de una mujer y la atracción que siente por ella, expresando finalmente a la mujer lo que él puede hacer por ella. El título «No Lie» viene de un dicho en Jamaica cuando quieres que alguien te crea.

## Lanzamiento y promoción
Paul anunció el lanzamiento de «No Lie» dos días antes de su publicación, compartiendo un adelanto de 15 segundos de la canción con su voz y la de Lipa. La canción se lanzó para descarga digital y streaming a través de Island Records como sencillo el 18 de noviembre de 2016. El 13 de enero de 2017, la canción fue lanzada en un CD en Alemania, con el sencillo de Paul «Tek Weh Yuh Heart» con Tory Lanez como cara B. «No Lie» fue servido a las estaciones de radio de éxitos contemporáneos, en los Estados Unidos el 17 de enero de 2017. Se envió para su emisión en la radio en Italia tres días después. Los remezclas de Sam Feldt y Delirious & Alex K se publicaron el 27 de enero de 2017. La canción sirve como sencillo principal y pista de cierre del EP debut de Paul, Mad Love the Prequel, lanzado el 29 de junio de 2018. Más tarde se incluyó como la séptima pista en el segundo disco de la reedición del álbum de estudio debut homónimo de Lipa, Dua Lipa: Complete Edition, publicado el 19 de octubre de 2018. «No Lie» se incluyó en la banda sonora del filme Baywatch (2017), así como en los créditos iniciales de la temporada 3, episodio 11: «Uno de los nuestros» de Código negro, en 2018.
El vídeo musical de «No Lie» fue dirigido por Tim Nackashi y estrenado el 10 de enero de 2017. Se rodó en los estudios Sunbeam en West London, en el tercer estudio y en el jardín. El visual muestra a Paul y Lipa bailando en un surtido de habitaciones y salones con espejos, con Paul vistiendo varias parkas diferentes. Los críticos consideraron el vídeo como elegante, hipnótico y vertiginoso. En abril de 2022, el vídeo superó el millardo de vistas en YouTube. «No Lie» se promocionó con varias actuaciones en directo. Paul y Lipa interpretaron la canción por primera vez el 3 de diciembre de 2016 en el Jingle Bell Ball para Capital FM. El 27 de mayo, ambos la interpretaron en el BBC Radio 1 Big Weekend de 2017, y Lipa también interpretó una versión en solitario de la canción como popurrí con su tema «Dreams» (2017) en el mismo evento. Paul y Lipa interpretaron la canción por última vez juntos en el Summertime Ball de Capital FM 2017, mientras que la canción se incluyó en los repertorios de canciones de Paul en el Pinkpop Festival 2017, en el RNB Fridays Live 2017 y en el Glastonbury Festival 2019, así como en el repertorio musical de Lipa en el Jingle Bell Ball 2017 de Capital FM. La canción también se incluyó en los repertorios musicales del The Self-titled Tour de Dua Lipa (2017‐18), para la que la interpretó ocasionalmente como un popurrí con «Dreams».

## Lista de canciones
- Descarga digital

1. «No Lie» (con Dua Lipa) • 3:41

- Sencillo en CD[40]

1. «No Lie» (con Dua Lipa) • 3:41
2. «No Lie» (Radio edit) • 3:46

- Descarga digital · Remixes[41]

1. «No Lie» (con Dua Lipa) (remix de Sam Feldt) • 2:52
2. «No Lie» (con Dua Lipa) (remix de Delirous & Alex K) • 4:18

## Personal
- Sean Paul → voces
- Dua Lipa → voces
- Sermstyle → producción
- Pip Kembo → coproducción
- James Royo → mixing
- Paul Bailey → ingeniería
- Barry Grint → masterización

## Posicionamiento en listas
| Listas (2016‐17)                       | Mejor posición |
| -------------------------------------- | -------------- |
| Alemania (Media Control AG)            | 10             |
| Alemania (Airplay Chart)               | 8              |
| Austria (Ö3 Austria Top 40)            | 13             |
| Bélgica (Flandes) (Ultratop 50)        | 44             |
| Bélgica (Valonia) (Ultratop 50)        | 18             |
| Canadá (Hot Canadian Digital Songs)    | 20             |
| Colombia (National-Report)             | 45             |
| República Checa (Rádio Top 100)        | 2              |
| Eslovenia (SloTop50)                   | 24             |
| Francia (SNEP)                         | 28             |
| Hungría (Dance Top 40)                 | 10             |
| Hungría (Rádiós Top 40)                | 2              |
| Irlanda (IRMA)                         | 35             |
| Italia (FIMI)                          | 11             |
| Países Bajos (Dutch Top 40)            | 10             |
| Países Bajos (Mega Single Top 100)     | 14             |
| Polonia (Polish Airplay Top 100)       | 6              |
| Rumania (Media Forest)                 | 8              |
| Rusia (Tophit)                         | 7              |
| Escocia (Scottish Singles Sales Chart) | 9              |
| Eslovaquia (Rádio Top 100)             | 19             |
| Suiza (Schweizer Hitparade)            | 32             |
| Reino Unido (UK Singles Chart)         | 10             |

| Lista (2017)                                       | Posición |
| -------------------------------------------------- | -------- |
| Alemania (Official German Charts)                  | 83       |
| Bélgica (Ultratop Wallonia)                        | 75       |
| Hungría (Rádiós Top 40)                            | 40       |
| Hungría (Single Top 40)                            | 39       |
| Israel (Media Forest)                              | 21       |
| Italia (FIMI)                                      | 16       |
| Polonia (ZPAV)                                     | 39       |
| Reino Unido "UK Singles" (Official Charts Company) | 67       |
| Suiza (Schweizer Hitparade)                        | 65       |